# Miquel Lladó Plana
Miquel Lladó Plana (nacido en 1989 en San Cugat del Vallés, Barcelona, España) más conocido como Miki Lladó, es un entrenador de fútbol español.

## Trayectoria
Formado en el fútbol base del Sant Cugat Esport FC al que llegaría en 2011 y trabajaría durante tres temporadas. 
Desde 2014 a 2018, Miki dirigió el proyecto Anantapur Sports Academy en la India.
El 20 de octubre de 2018, firma como entrenador del South United FC de la I-League 2, al que dirige hasta finales de febrero de 2019.
El 1 de marzo de 2019, firma por el CE Sabadell para dirigir al juvenil "B". En la temporada 2019-20, lideró el Juvenil ‘A’ en el ascenso a División de Honor Juvenil como campeón de liga. La temporada siguiente, dirigiendo al mismo conjunto, finalizó en sexta posición a la máxima categoría del fútbol formativo nacional, la mejor clasificación histórica del CE Sabadell en ese momento.
En verano de 2021, ocupa un cargo en la secretaría técnica del CE Sabadell para potenciar el área internacional del club. El 21 de noviembre de 2021, tras la destitución de Antonio Hidalgo, se hace cargo del equipo hasta la llegada de Pedro Munitis al banquillo arlequinado.
El 11 de marzo de 2022, se marcha a Estados Unidos para trabajar en la APFC Soccer, una institución norteamericana dedicada a la formación y metodología futbolística.
En la temporada 2022-23, ocupa el cargo de segundo entrenador de Gabri García en el primer equipo del CE Sabadell.
El 22 de diciembre de 2022, tras la destitución de Gabri García, firma como entrenador del CE Sabadell de la Primera División RFEF hasta el final de la temporada.
El 9 de octubre de 2023, es destituido como entrenador del CE Sabadell de la Primera Federación.

## Clubes

### Como entrenador
| Club                        | País   | Año       |
| --------------------------- | ------ | --------- |
| Sant Cugat Esport FC        | España | 2011-2014 |
| South United FC             | India  | 2018-2019 |
| CE Sabadell juvenil "A"     | España | 2019-2021 |
| CE Sabadell (2º entrenador) | España | 2022      |
| CE Sabadell                 | España | 2022-2023 |